# 芦山镇
芦山镇，是中华人民共和国贵州省黔南布依族苗族自治州惠水县下辖的一个乡镇级行政单位。

## 行政区划
芦山镇下辖以下地区：
芦山社区、纳冗村、小石村、响水村、芦山村、滩绕村、水井坡村、麦旁村、羊马村、硐口村、格我村、勤中村、河心村、花鱼村、民族村和鱼湾村。